# Super Express
Super Express è un quotidiano a diffusione nazionale polacco pubblicato a Varsavia.
È creato nel 1991, è caratterizzato da uno stile di giornalismo scandalistico e sensazionalista (tabloid), come i quotidiani The Sun (Regno Unito) e Bild (Germania).

## Storia
Fino al 2007 il giornale è stato una joint venture con la partecipazione del gruppo mediatico svedese Bonnier AB. Da allora il giornale appartiene al gruppo editoriale polacco Murator S.A., una filiale di ZPR S.A.

## Controversie
Il giornale è noto per la pubblicazione di notizie scandalistiche di ambito nazionale. Inoltre, prima delle elezioni parlamentari del 1993 e delle presidenziali del 1995, ha violato il "riposo preelettorale" concordato dai media quando ha pubblicato i risultati di alcuni sondaggi.